# Jason van Duiven
Jason van Duiven (* 24. Februar 2005 in Almelo) ist ein niederländischer Fußballspieler. Er spielt seit seinem 13. Lebensjahr für die PSV Eindhoven und gehört dort zum Kader der zweiten Mannschaft. Zudem ist van Duiven niederländischer Nachwuchsnationalspieler.

## Karriere

### Verein
Jason van Duiven spielte anfänglich in seinem Geburtsort Almelo bei AVC La Première, bevor er zum FC Twente wechselte. Drei Jahre später folgte der Wechsel nach Eindhoven zur PSV. Am 5. August 2022 gab er beim 1:1-Unentschieden im Zweitligaspiel bei Willem II Tilburg sein Pflichtspieldebüt für die zweite Mannschaft. In der Folgezeit war van Duiven Stammspieler und schoss 15 Tore. Auch in seinem zweiten Jahr gehörte er zur Stammelf und schoss in der Hinrunde sechs Tore, ehe er verliehen wurde. Denn Jason van Duiven wurde im Januar 2024 an Almere City FC verliehen. Dort kam er regelmäßig zum Einsatz, war aber in der Regel Einwechselspieler.

### Nationalmannschaft
Jason van Duiven ist parallel zu seiner Karriere im Verein auch Nachwuchsnationalspieler der Niederlande und vertrat sein Herkunftsland in den Altersklassen U15, U17 und U19. Mit der U17-Nationalmannschaft nahm er an der U17-Europameisterschaft 2022 in Israel teil und erreichte mit seiner Mannschaft das Finale, in der man mit 1:2 gegen Frankreich verlor. Dabei kam er zu fünf Einsätzen.